# Sie werden euch in den Bann tun, BWV 44
Sie werden euch in den Bann tun, BWV 44 (Us expulsaran de les Sinagogues), és una cantata religiosa de Johann Sebastian Bach per al diumenge després de l'Ascensió, estrenada a Leipzig, el 21 de maig de 1724.

## Origen i context
D'autor desconegut, però probablement el mateix de les cantates  BWV 6 i  BWV 37, els textos presenten fortes pretensions pedagògiques que podrien correspondre a un teòleg. A la cantata exposa el contrast entre el sofriment i el consol, per als números 1 i 2 aprofita passatges de l'evangèli del dia (Joan 16,2), en què Jesús anuncia la persecució dels seus; per al número 4 fa ús de la primera estrofa de l'himne Ach Gott, wie manches Herzeleid de Martin Moller (1587), i per al coral final de l'última estrofa de In allen meinen Taten de Paul Fleming (1642). Hi ha una altra cantata amb el mateix títol la BWV 183, també per a aquest diumenge, anomenat diumenge d'Exaudi, degut a l'inici de l'introito de la missa llatina que se seguia en la litúrgia luterana.

## Anàlisi
Obra escrita per a soprano, contralt, tenor, baix i cor; dos oboès, corda i baix continu. Consta de set números, dels quals només el número 4, és un recitatiu.
1. Ària (duet de tenor i baix): Sie werden euch in den Bann tun (Us expulsaran de les Sinagogues)
2. Cor: Es kömmt aber die Zeit, dass, wer euch tötet, wird meinen (I arribarà el dia en què aquell qui us mati)
3. Coral (tenor): Ach Gott, wie manches Herzeleid (Ah, Senyor! quantes inquietuds)
4. Recitatiu (baix) : Es sucht der Antichrist, das große Ungeheuer (L'Anticrist, la Gran Bèstia)
5. Ària (soprano): Es ist und bleibt der Christen Trost (Als cristians queda sempre el consol)
6. Coral: So sei nun, Seele, deine (Sigues seva, doncs, Ànima meva)
7. Ària (soprano): Mein Jesus hat nunmehr (Així és que el meu Senyor Jesús)

Els dos primers números estan enllaçats íntimament, i fan referència a l'evangeli del dia, en què Jesús, al contrari del que és habitual en Bach, no és representat pel baix, sinó que ho divideix en dues seccions, la primera amb les paraules del títol de la cantata a càrrec del tenor i del baix, i la segona, del cor. A l'ària de contralt, número 3, hi té un paper destacat l'oboè, i el número següent és un coral a càrrec del tenor acompanyat del continu, que entre frase i frase introdueix, fins a set vegades un mateix tema. El número 5, l'únic recitatiu de la cantata, del baix, declama un passatge amb un gest desesperat sobre els mots der grosse Ungeheuer (la gran bèstia); en canvi, l'ària de soprano que segueix, acompanyada del continu, és festiva amb un esperit ple d'alegria i vitalitat, i quan parla de la vigilància de Déu sobre l'església watch (vetlla), ho fa amb una vocalització de semicorxeres molt actives. El coral final, canta el text indicat amb la cèlebre melodia de Insbruck, ich muss dich lassen, anterior a 1500. Té una durada aproximada d'uns vint minuts.

## Discografia seleccionada
- J.S. Bach: Das Kantatenwerk. Sacred Cantatas Vol. 3. Nikolaus Harnoncourt, Wiener Sängerknaben & Chorus Viennensis, Hans Gillesberger (director del cor), Concentus Musicus Wien, Paul Esswood, Kurt Equiluz, Rud van der Meer. (Teldec), 1994.
- J.S. Bach: The complete live recordings from the Bach Cantata Pilgrimage. CD 21: Sherbone Abbey; 4 de juny de 2000. John Eliot Gardiner, Monteverdi Choir, English Baroque Soloists, Joanne Lunn, Daniel Taylor, Paul Agnew, Panajotis Iconomou. (Soli Deo Gloria), 2013.
- J.S. Bach: Complete Cantatas Vol. 10. Ton Koopman, Amsterdam Baroque Orchestra & Choir, Caroline Stam, Michael Chance, Paul Agnew, Klaus Mertens. (Challenge Classics), 2004.
- J.S. Bach: Cantatas Vol. 20. Masaaki Suzuki, Bach Collegium Japan, Yukari Nonoshita, Mutsumi Hatano, Gerd Türk, Peter Kooij. (BIS), 2003.
- J.S. Bach: Church Cantatas Vol. 15. Helmuth Rilling, Gächinger Kantorei, Bach-Collegium Stuttgart, Arleen Augér, Helen Wats, Aldo Badlin, Wolfgang Schöne. (Hänssler), 1999.
- J.S. Bach: Cantatas for the Complete Liturgical Year Vol. 10’. Sigiswald Kuijken, La Petite Bande, Siri Thornhill, Petra Noskaiová, Christoph Genz, Jan van der Crabben. (Accent), 2010.
- J.S. Bach: Himmelfahrts-Oratorium. Philippe Herreweghe, Collegium Vocale Gent, Barbara Schlick, Catherine Patriasz, Christoph Prégardien, Peter Kooy. (Harmonia Mundi), 1993.